# 周雪平
周雪平，江苏吴县人，浙江大学农业与生物技术学院常务院长、教授，主要从事植物病毒病害等方面的研究工作。入选中华人民共和国教育部第七批"长江学者"特聘教授，曾就读于南京农业大学。